# Hrabstwo Prairie (Montana)
Hrabstwo Prairie (ang. Prairie County) – hrabstwo w stanie Montana w Stanach Zjednoczonych. Obszar całkowity hrabstwa obejmuje powierzchnię 1742,56 mil² (4513,21 km²). Według szacunków United States Census Bureau w roku 2009 miało 1108 mieszkańców. Jego siedzibą jest Terry.
Hrabstwo powstało w 1915 roku.

## Miasta
- Terry
- Fallon (CDP)